# Castle Wolfenstein
Castle Wolfenstein je akční počítačová hra s výraznými stealth prvky. Odehrává za druhé světové války. Hráč se stává vězněm v nacistickém vězení a jeho úkolem je dostat se ven. Hra byla roku 1981 nejprve vydána na počítač Apple II a stala se v určitých směrech revoluční. Velkou revoluci přinesla na poli hratelnosti – dalo by se říci, že vynalezla stealth žánr počítačových her. Roku 1984 byla hra vydána pro Commodore 64 a roku 1984 i pro operační systém MS-DOS. Díky své převratnosti se stala pro některé hráče kultem. Dodnes zůstává v paměti hlavně proto, že se jí po letech inspiroval slavný Wolfenstein 3D. V současnosti je hra klasifikována jako freeware.

## Herní systém
Na celou hru je pohlíženo shora, přičemž postavičky jsou zobrazeny zepředu. Celý hrad, herní plocha, je na začátku náhodně vygenerován a jednotlivé obrazovky jsou pospojovány systémem průchodů a dveří, které lze buď vypáčit, nebo je požadován klíč. Otevření dveří nějaký čas trvá, a proto se vyskytuje nebezpečí ze strany vašich věznitelů. Na většině obrazovek se totiž nachází určité množství nepřátel, kteří, dokud zůstává hráč nespatřen, pendlují ode zdi ke zdi, ale po jeho odhalení (přílišném přiblížení) ho mohou zneškodnit a je nutné začít od začátku. Nepřátele je možné pistolí eliminovat a následně prohledat a získat tak munici, případně jiné předměty. Po hradě se také nacházejí truhly, jejichž otevření opět pár sekund trvá, ale uvnitř lze nalézt munici, neprůstřelnou vestu (zvyšující hráčovu odolnost), nepřátelskou uniformu (činí hráče částečně neodhalitelného), granáty (účinnější zbraň) či klíče (odemykající dveře či truhly), alkohol (mající neblahý vliv na ovládání) či jiné předměty, které na hru v podstatě nemají vliv. Hráč v průběhu hraní také získává body a postupuje po hodnostech – začíná jako Private (vojín). Hráč zvítězí, když získá plány pevnosti a podaří se mu uprchnout.

## Nepřátelé
Ve hře se vyskytují dva typy nepřátel – standardní vojáci Wehrmachtu a jednotky SS. Prostí vojáci jsou poměrně neinteligentní, vydrží pouze jeden výstřel z pistole a po nalezení uniformy nebudou hráče považovat za nepřítele. Jsou označeni velkým levotočivým hákovým křížem. Naproti tomu jednotky SS jsou inteligentnější, vydrží více zásahů a jsou schopni hráče dlouho pronásledovat. Také prokouknou uniformu a je tak velmi těžké je zabít. Jsou označeni dvěma velkými S. Zabití ale není jedinou možností, jak se nepřátel zbavit – stačí na ně zamířit pistolí, na což zareagují zvednutím rukou a hráč je může nenásilně obrat o jejich výstroj a výzbroj. Nejjednodušší variantou je rychlé najití uniformy a kličkování před vojáky SS, tím pádem vyhýbání se jakémukoli střetu, protože munice bývá málo a zvláště vojáci SS jsou tvrdými nepřáteli.
Insignie rozlišující oba druhy vojáků a taktéž vyobrazené podle příležitosti na oblečení hráčovy postavy jsou nezakrytelnými symboly nacismu a v dnešní době by hra s podobnými motivy zřejmě neměla šanci vyjít.

## Ovládání
Ovládání může být v dnešní době považováno za poměrně krkolomné. Klávesami kolem písmene „L“ se postavička pohybuje v osmi různých směrech (klávesou „O“ nahoru, ve směru hodinových ručiček dále klávesami „P“; „ů“; „-“; „.“; „,“; „K“; „I“), přičemž stisknutí některé z kláves způsobí nepřetržitý pohyb postavičky, který hráč může zastavit klávesou „L“. Střelba je na tom dost podobně - klávesami kolem písmene „S“ se volí směr míření (klávesou „W“ nahoru, ve směru hodinových ručiček dále „E“; „D“; „C“; „X“; „Y“; „A“; „Q“) a samotné „S“ provede výstřel. Před spuštěním hry lze v nastavení prohodit tyto dvě strany, takže seskupení kláves kolem písmene „L“ ovládá střelbu a naopak seskupení kláves kolem písmene „S“ chůzi. Klávesa „H“ schová zbraň; otevírání dveří a truhel vyžaduje namíření zbraně ve směru cíle a stisknutí mezerníku. Mezerník také prohledává nepřátele; klávesa „U“ používá předměty.
Shrnutí:
- O; P; ů; -; . ; , ; K; I - pohyb (či míření)
- L - zastavení chůze (či střelba)
- W; E; D; C; X; Y; A; Q - míření (či chůze)
- S - střelba (či zastavení chůze)
- H - schování zbraně
- mezerník - otevírání truhel a dveří; prohledávání mrtvol
- U - použití předmětu

## Spuštění
Hra je plně funkční i na současných operačních systémech včetně Windows XP. K pohodlnému hraní se doporučuje program DOSBox, který emuluje systém MS-DOS. Zároveň je vhodné použít nějaký zpomalovací program typu MoSlo, protože hra jinak běží nehratelně rychle. Spouštěcím programem je CW.EXE.